# Husby, Nora kommun
Husby är en by i Nora socken i Nora kommun i Västmanland. Den ligger vid Norasjöns östra strand. Husby var ursprungligen en gård men har successivt delats i fler, däribland Norra och Södra Husby.
Husby nämns i ett brev år 1303 där marsken Tyrgils Knutsson överlät flera egendomar, däribland Husby ("Husaby"), till kung Birger Magnusson. Senast på 1400-talet anlades Gislehyttan norr om gården. 1502 tillhörde gården Sten Sture den äldre och gick därefter i arv till Gustav Vasa som 1527 beordrade bergsfogden på Noraskog att återta den. 1545 fick Bengt Nilsson Schack gården i förläning.